# Janelle Monáe
Janelle Monáe Robinson (Kansas City, 1 december 1985) is een Amerikaanse soul- en r&b-zangeres, liedjesschrijver, actrice en producer. Ze staat onder contract bij Wondaland Art Society, Bad Boy Records en Atlantic Records. Nadat ze van zich liet horen met een zelf uitgebrachte ep, The Audition, debuteerde Monáe met een conceptuele ep, Metropolis: Suite I (The Chase). Daarmee piekte ze op de 115de positie in de Billboard-hitlijst in de VS.
In 2010 bracht Monáe haar eerste volledige album uit: The ArchAndroid, een conceptalbum dat de lijn van haar ep doortrok. Het album kreeg positieve kritieken en een Grammy-nominatie voor beste r&b-album van 2011. Het nummer Tightrope werd genomineerd in de categorie 'beste urban-alternative performance'. De plaat bereikte de zeventiende plek in de Billboard-hitlijst. Dit leverde haar zes Grammy-nominaties op in 2012. In maart van dat jaar werkte ze als gastvocaliste mee aan het nummer We Are Young van de groep Fun., dat een nummer 1-hit werd in de Billboard Hot 100. Op 10 september van 2013 kwam haar tweede studioalbum uit, The Electric Lady.

## Levensloop

### Jonge jaren
Monáe bracht haar jeugd door in haar geboorteplaats Kansas City. Ze verhuisde naar New York om drama te studeren aan de American Musical and Dramatic Academy. Ze ging tevens naar de Freedom Theatre, het oudste Afrikaans-Amerikaans theater in Philadelphia, Pennsylvania.
Vervolgens trok ze naar Atlanta in 2001, waar ze Big Boi van OutKast ontmoette. Ze stichtte de Wondaland Arts Society met gelijkgestemde jonge artiesten en bracht in eigen beheer de ep The audition uit. Later verscheen ze op Outkasts Idlewild, als zangeres in de liedjes "Call the Law" en "In Your Dreams". Big Boi vertelde zijn vriend Sean Combs over Monáe, die haar Myspace-pagina bezocht en meteen overtuigd raakte. Monáe tekende bij Bad Boy in 2006.

### Doorbraak en succes
In augustus 2008 kwam een heruitgave van Metropolis: The Chase Suite (Special Edition) uit met twee nieuwe tracks. Haar fictieve alter ego Cindy Mayweather wordt er geïntroduceerd: een verschoppeling in de wereld der androïdes omdat ze een verboden liefde nastreeft met een mens, Anthony Greendown. Het verhaal speelt zich af in het Neon Valley District en vormt initieel een vehikel voor haar liedjes.
In The ArchAndroid, uitgebracht op 18 mei 2010, ontpopt Mayweather zich tot een Messiasfiguur voor de androïdegemeenschap. Dit eerste volledige album is verhalend en eclectisch in zijn zoektocht door het muzieklandschap. De invloeden van Broadway-musicals, soul, r&b, hiphop en klassieke muziek zijn alle verwerkt in de conceptplaat.

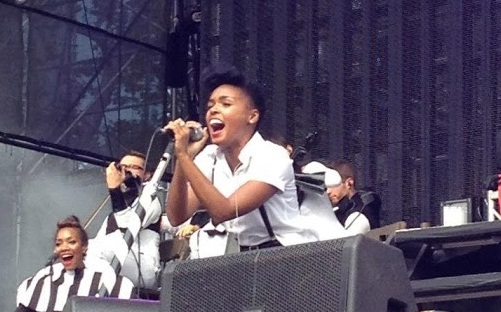
Monáe tijdens een optreden in Philadelphia in 2012

Na optredens op onder meer het North Sea Jazz-festival en het festival van Montreux kwam Monáe met een opvolger op de proppen: in september 2013 verscheen The Electric Lady met gastbijdragen van Erykah Badu, Prince, Miguel en Solange. In 2015 verzorgde ze gastvocals op het nummer Pressure Off van Duran Duran en Nile Rodgers.
In 2018 bracht ze haar derde studioalbum Dirty Computer uit, waarvan het nummer Make Me Feel een bescheiden succesje werd. Met het nummer Pynk bezingt zij de vagina. Speciaal voor de bijbehorende videoclip heeft de Nederlandse ontwerper Duran Lantink een vulva-pak gecreëerd. In 2019 voegde het Centraal Museum in Utrecht het vaginapak aan hun collectie toe.

### Persoonlijk
Monáe zei in een interview dat haar alter ego van androïde het anders-zijn symboliseert, of het nu gaat over homoseksualiteit of een zwarte huidskleur.
In 2018, bij het uitkomen van haar derde album Dirty Computer, gaf ze aan zich panseksueel te voelen.
In 2022 gaf Monáe aan non-binair te zijn.

## Filmografie
- 2014: Rio 2 - Dr. Monae (stem)
- 2016: Hidden Figures - als Mary Jackson
- 2016: Moonlight - als Teresa
- 2019: Lady and the Tramp - Peg (stem)
- 2019: Harriet - Marie Buchanon
- 2020: Antebellum (film) - als Veronica/Eden
- 2022: Glass Onion: A Knives Out Mystery - Andi & Cassandra Brand

## Discografie
- The audition (2003)
- Metropolis: Suite I (The Chase) (2007)
- The ArchAndroid (2010)
- The Electric Lady (2013)
- Dirty Computer (2018)
- The Age of Pleasure (2023)